# NGC 4137
NGC 4137 је спирална галаксија у сазвежђу Ловачки пси која се налази на NGC листи објеката дубоког неба.
Деклинација објекта је + 44° 5' 24" а ректасцензија 12h 9m 17,4s. Привидна величина (магнитуда) објекта NGC 4137 износи 14,1 а фотографска магнитуда 14,8. NGC 4137 је још познат и под ознакама UGC 7135, MCG 7-25-33, CGCG 215-36, VV 454, PGC 38619.